# Ötvenszög
A geometriában az ötvenszög egy ötvenoldalú sokszög.

## Alapvető tulajdonságok
A szabályos sokszögek szögeire ismert képlet n=50 esetben a következőt adja:
{\displaystyle \alpha ={\frac {(n-2)}{n}}\cdot 180^{\circ }={\frac {48}{50}}\cdot 180^{\circ }}
tehát kb. 172,8°.
Területére a következő adódik:
{\displaystyle A={\frac {25}{2}}a^{2}\cot {\frac {\pi }{50}}\simeq 198{,}6818a^{2}}

## A szabályos ötvenszög szerkesztése
Mivel 50 = 2 × 52, a szabályos ötvenszög nem megszerkeszthető körző és vonalzó segítségével. Megszerkeszthető azonban neuszisz szerkesztéssel vagy szögharmadoló eszköz segítségével.